# Dan Laustsen
Dan Laustsen (Aalborg, 15 giugno 1954) è un direttore della fotografia danese.

## Filmografia
- Skal vi danse først?, regia di Anette Mari Olsen (1979)
- Danmark er lukket, regia di Dan Tschernia (1980)
- Har du set Alice?, regia di Brita Wielopolska (1981)
- Gummi-Tarzan, regia di Søren Kragh-Jacobsen (1981)
- Den ubetænksomme elsker, regia di Claus Ploug (1982)
- Otto er et næsehorn, regia di Rumle Hammerich (1983)
- Isfugle (1983), regia di Søren Kragh-Jacobsen (1983)
- Min farmors hus, regia di Frode Pedersen (1984)
- Claus Ploug, regia di Claus Ploug (1985)
- Johannes' hemmelighed, regia di Åke Sandgren (1985)
- Ansigt til ansigt, regia di Anne Wivel (1987)
- Skyggen af Emma, regia di Søren Kragh-Jacobsen (1988)
- Guldregn, regia di Søren Kragh-Jacobsen (1988)
- Miraklet i Valby, regia di Åke Sandgren (1989)
- Giselle, regia di Anne Wivel (1991)
- I ragazzi di San Pietro (Drengene fra Sankt Petri), regia di Søren Kragh-Jacobsen (1991)
- Il guardiano di notte (Nattevagten), regia di Ole Bornedal (1994)
- Carmen & Babyface, regia di Jon Bang Carlsen (1995)
- Nightwatch - Il guardiano di notte (Nightwatch), regia di Ole Bornedal (1997)
- Mimic, regia di Guillermo del Toro (1997)
- Qaamarngup uummataa, regia di Jacob Grønlykke (1998)
- Lucky, re del deserto (Running Free), regia di Sergej Bodrov (1999)
- Dykkerne, regia di Åke Sandgren (2000)
- Il patto dei lupi (Le pacte des loups), regia di Christophe Gans (2001)
- I Am Dina (Jeg er Dina), regia di Ole Bornedal (2002)
- Al calare delle tenebre (Darkness Falls), regia di Jonathan Liebesman (2003)
- La leggenda degli uomini straordinari (The League of Extraordinary Gentlemen), regia di Stephen Norrington (2003)
- Nomad - The Warrior (Nomad), regia di Sergei Bodrov e Ivan Passer (2005)
- Sex hopp och kärlek, regia di Lisa Ohlin (2005)
- Silent Hill, regia di Christophe Gans (2006)
- Vikaren, regia di Ole Bornedal (2007)
- Wind Chill - Ghiaccio rosso sangue (Wind Chill), regia di Gregory Jacobs (2007)
- Kærlighed på film, regia di Ole Bornedal (2007)
- Fri os fra det onde, regia di Ole Bornedal (2009)
- Headhunter, regia di Rumle Hammerich (2009)
- Solomon Kane, regia di Michael J. Bassett (2009)
- The Possession, regia di Ole Bornedal (2012)
- Crimson Peak, regia di Guillermo del Toro (2015)
- John Wick - Capitolo 2 (John Wick: Chapter 2), regia di Chad Stahelski (2017)
- La forma dell'acqua - The Shape of Water (The Shape of Water), regia di Guillermo del Toro (2017)
- Proud Mary, regia di Babak Najafi (2018)
- John Wick 3 - Parabellum (John Wick: Chapter 3 - Parabellum), regia di Chad Stahelski (2019)
- La fiera delle illusioni - Nightmare Alley (Nightmare Alley), regia di Guillermo del Toro (2021)
- John Wick 4 (John Wick: Chapter 4), regia di Chad Stahelski (2023)
- Il colore viola (The Color Purple), regia di Blitz Bazawule (2023)
- Frankenstein, regia di Guillermo del Toro (2025)

## Premi e riconoscimenti

### Premio Oscar
2018 - Candidatura per la migliore fotografia per La forma dell'acqua - The Shape of Water

### Guldbagge
2011 - Candidatura per la migliore fotografia per Simon och ekarna